# August Corda
August Corda (ur. 15 listopada 1809 w Libercu, zm. 1849) – czeski lekarz i mykolog.

## Życiorys
Corda urodził się w Reichenbergu (obecnie Liberec w Czechach). Jego ojciec był sprzedawcą tekstyliów. Oboje rodzice Cordy zmarli nagle, zaledwie kilka tygodni po jego urodzeniu, a jego wychowywała babcia, która zmarła w 1819 roku. Po jej śmierci Corda przez dwa lata wychowywany był przez obcą rodzinę, a dwa lata później przyjął go jego wuj w Pradze, gdzie uczęszczał do „Lyceum of New Prague”. Potem przez 3 lata studiował na politechnice. Po jej opuszczeniu w 1827 r. na krótko podjął pracę w fabryce chemicznej w Pradze, po czym wrócił na studia chirurgiczne na Uniwersytecie Karola w Pradze. Wkrótce potem, podczas wybuchu epidemii cholery, Corda był asystentem chirurga w Szpitalu Ogólnym w Pradze. Kontynuował pracę jako lekarz cholery w Rokitzan, Libercu, Niemes i Zwickau. Pod koniec 1832 r., zniechęcony nieskuteczną walką z cholerą, Corda porzucił praktykę lekarską.
Na sześć tygodni Corda wyjechał do Berlina, aby cieszyć się towarzystwem swojego bliskiego przyjaciela Kurta Sprengla i jego licznych współpracowników. Powrócił do Reichenbergu, ale po otrzymaniu listu z Akademii Berlińskiej z propozycją badania wzrostu palm i podobnych roślin, oraz dotacji na podróż powrotną, wrócił do Berlina. 
Po powrocie do Pragi Corda został zaproszony przez dyrektora i prezydenta muzeum, wpływowego Kaspara Marię von Sternberga na stanowisko kustosza Oddziału Zoologii w Czeskim Muzeum Narodowym. Zainteresowanie Kordy szybko przeniosło się na mykologię, która stała się głównym przedmiotem jego pracy.
W 1848 r. Corda był podejrzany o agitację polityczną podczas praskich zamieszek i ledwo uszedł z życiem. Zginął na morzu w 1849 r. podczas powrotu z wycieczki po Teksasie.

## Praca naukowa
W 1834 r. ukończył pracę De incremento stipitis plantarum z prawie 100 ilustracjami, oraz Anatomy of the Rhyzosperms. Podczas powrotu do Pragi Corda zatrzymał się w gorących źródłach w Karlowych Warach, gdzie badał zooplankton. Corda najbardziej znany jest jednak jako mykolog. W latach 1837–1842 opracował monumentalne sześciotomowe dzieło Icones fungorum hucusque cognitorum, opublikowane jednak dopiero w 1854 r. W 1839 r. opublikował Prachtflora europäischer Schimmelbildungen. Corda był jednym z pierwszych mykologów, którzy w swoich pracach podawali rozmiary zarodników grzybów. Opisał wiele ważnych rodzajów grzybów, w tym Stachybotrys.
Przy naukowych nazwach opisanych przez niego taksonów dodawane jest jego nazwisko Corda.